# Aurelia Bustos Moreno
María Aurelia Bustos Moreno (Alicante, 1973) es una oncóloga, ingeniera informática e investigadora española experta en la aplicación de los métodos de la inteligencia artificial en el tratamiento del cáncer.

## Biografía
Licenciada en Medicina por la Universidad Miguel Hernández de Elche, Aurelia Bustos realizó el MIR en la especialidad de oncología. Su experiencia clínica y como investigadora en ensayos clínicos sobre cáncer le llevó a ampliar su área de conocimientos a la ingeniería informática, con el objetivo de impulsar nuevas vías de desarrollo de la investigación en ese ámbito. Tras obtener el título de Ingeniería Informática en la Universidad Abierta de Cataluña en 2006, — segundo premio nacional al mejor expediente académico en dicha especialidad—  y, al tiempo que se doctoraba en 2019 en Inteligencia Artificial en la Universidad de Alicante (tesis: Extraction of medical knowledge from clinical reports and chest x-rays using machine learning techniques), compaginó siempre su formación con su trabajo como médica en el Hospital General de Elche y en el Hospital Universitario de San Juan en Alicante. Durante todos estos años se ha dedicado a diversos proyectos en los que combina su trayectoria profesional como médica junto con su experiencia en informática biomédica. Entre ellos, destaca la creación de Medbravo, una organización y red social que desarrolla la tecnología y la infraestructura para clínicas y pacientes, centrada en la aplicación de los métodos de inteligencia artificial a la investigación en cáncer.
Medbravo fue seleccionada de entre más de 300 start-up europeas en e-Health, y quedó en 2016 entre las cinco primeras finalistas en el programa Future internet Challenge on e-Health (FICHE) promovido por la Comisión Europea.
En junio de 2019 Aurelia Bustos fue galardonada con la Orden del Mérito Civil, y en octubre de ese mismo año recibió de la Generalidad Valenciana la Distinción al Mérito Científico «por su importante labor en el ámbito de la investigación médica y de sus esfuerzos por aplicar las tecnologías más avanzadas a la lucha contra el cáncer». Desde 2020 es miembro del comité de expertos en inteligencia artificial de la Consejería de Innovación de la Generalidad Valenciana.